# فراارتباطات
فراارتباطات (به انگلیسی: Meta-communication) یک ارتباط ثانویه (شامل نشانه‌های غیرمستقیم) دربارهٔ چگونگی تفسیر یک قطعه اطلاعات است. بر اساس این ایده است که یک پیام یکسان همراه با فراارتباطات مختلف می‌تواند معنایی کاملاً متفاوت داشته باشد، از جمله مخالف آن، مانند کنایه. این اصطلاح توسط گریگوری بیتسون برای اشاره به «ارتباطات دربارهٔ ارتباطات» مطرح شد، که او آن را به این موارد گسترش داد: «همه نشانه‌ها و گزاره‌های مبادله‌شده دربارهٔ (الف) کدگذاری و (ب) رابطه بین ارتباط‌دهندگان». فراارتباطات ممکن است با آن ارتباط کلامی هماهنگ، حمایت‌کننده یا متناقض باشد یا نباشد.